# G.A.M.
Établissements G.A.M. war ein französischer Hersteller von Automobilen.

## Unternehmensgeschichte
Das Unternehmen aus Saint-Étienne begann 1930 mit der Produktion von Automobilen. Der Markenname lautete GAM. Im gleichen Jahr endete die Produktion bereits wieder. Da sich kaum Interessenten fanden, blieb die Produktionszahl gering.

## Fahrzeuge
Das einzige Modell wird zwar in der Literatur als Cyclecar bezeichnet. Allerdings kam es erst 1930 auf den Markt. Die Karosserie des Kleinwagens bot zwei Personen hintereinander Platz.